# Daniel Killer
Daniel Pedro Killer (* 21. prosinec 1949, Rosario) je bývalý argentinský fotbalista. Nastupoval většinou na postu obránce.
S argentinskou reprezentací se stal mistrem světa roku 1978, byť na závěrečném turnaji nenastoupil. V národním týmu odehrál 22 utkání, v nichž vstřelil 3 branky.
S klubem Rosario Central se stal dvakrát mistrem Argentiny. V Argentině hrál na nejvyšší úrovni též za Racing Club Avellaneda, Newell's Old Boys, Vélez Sársfield, Unión Santa Fe a Estudiantes Río Cuarto. Jednu sezónu strávil též v kolumbijské první lize, v dresu CA Bucaramanga.